# Орлов, Михаил Александрович
Михаил Александрович Орлов (8 ноября 1884 — ????) — военный деятель Русской императорской армии и РККА, участник 1-й мировой войны, Гражданской войны. Начдив 9-й стрелковой дивизии.

## Биография

### Молодые годы
Родился 18 ноября 1884 года в Минской губернии. Получил домашнее образование.

### На службе в РИА
В службу вступил 30.09.1902
Окончил Виленское пехотное юнкерское училище в 1907 года по 1-му разряду
Выпущен из Фельдфебелей Подпоручиком (выпуск 02.08.1907; со старшинством с 24.03.1906) в 106-й пехотный Уфимский полк
Поручик. Поступил в Николаевскую военную академию (1913). Переведен на старший курс академии (1914)

### В Первую мировую войну
Участник Первой мировой войны. В связи с объявлением мобилизации, откомандирован в свой полк. К 10.1914 командующий 10-й ротой 106-го пехотного Уфимского полка. В боях 1914 был контужен

### В Красной армии
Добровольно вступил в РККА. С 30 мая 1919 года по 18 сентября 1919 года Начдив 9-й стрелковой дивизии.
С 26.02.1920 по 20.06.1920 — временно исполнял дела начальника штаба 13-й армии. Руководил штабом армии в период боевых действий на перекопском направлении в Крыму против защищавших Крым войск генерала Слащёва и Русской армии Врангеля в Северной Таврии.
Начдив 46. Включен в списки Генштаба РККА от 15.07.1919 и 07.08.1920. В распоряжении Помглавкома (по Сибири); 
Врид наштаба Народно-революционной армии Дальневосточной республики. Начальник оперативного управления Штаба Народно-революционной армии Дальневосточной республики. Освобожден от занимаемой должности с 11.1922. 
С 21.01.1922 Начальник Кавказского окрувуз-а.

## Воинские чины и звания
- Нижний чин 30.09.1902
- Подпоручик 02.08.1907 со старшинством с 24.03.1906

на 1 января 1909г. - 106-й пехотный Уфимский полк, подпоручик
- Поручик 20.09.1910 со старшинством с 24.03.1910
- Штабс-капитан 25.10.1914 со старшинством с 24.03.1914
- Капитан 14.09.1917 со старшинством с 24.03.1915

## Награды
- Орден Св. Анна 4-й степени с надписью «За храбрость» (ВП 05.10.1914)
- Орден Св. Владимир 4-й степени с мечами и бантом (ВП 29.04.1915)
- Орден Св. Станислав 3-й степени с мечами и бантом (ВП 16.07.1916)

## Память
- В музее 9-й мсд в Майкопе хранятся Боевое знамя 1-й Кавказской стрелковой дивизии, Боевые знамёна частей, документы о командире Орлове М. А. и других.